# José Carlos de Souza Campos
José Carlos de Souza Campos (ur. 3 marca 1968 w Itaúna) – brazylijski duchowny katolicki, biskup Divinópolis w latach 2014-2022, arcybiskup metropolita Montes Claros od 2023. 

## Życiorys
30 maja 1993 otrzymał święcenia kapłańskie i został inkardynowany do diecezji Divinópolis. Pracował głównie jako duszpasterz parafialny, był także m.in. wykładowcą seminarium (2003-2008) oraz wikariuszem generalnym diecezji (2009-2012). W 2012 mianowany administratorem diecezji.
26 lutego 2014 papież Franciszek mianował go biskupem diecezji Divinópolis. Sakry udzielił mu 25 maja 2014 metropolita Belo Horizonte - arcybiskup Walmor Oliveira de Azevedo.
14 grudnia 2022 papież Franciszek przeniósł go na urząd arcybiskupa metropolity archidiecezji Montes Claros.